# 鳳梨酥

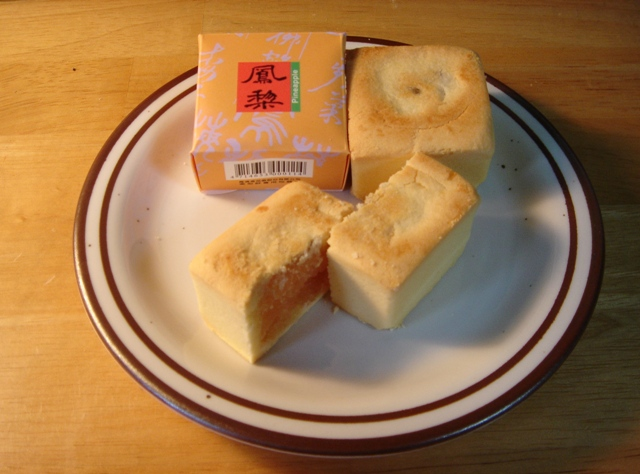
鳳梨酥

鳳梨酥（台湾語：オンライソー、中国語：フォンリースー）、または王梨酥は、パイナップル・小麦粉・鶏卵・バター・牛乳などを原料に使った焼き菓子であり、台湾料理を代表する銘菓の一つに数えられる。

## 名称
台湾語でパイナップルを「鳳梨（オンライ）」と呼び、牛乳と小麦粉の練り物を「酥（ソー）」と呼ぶことから命名されたという。
日本語では「パイナップルケーキ」とも呼ぶことも多い。鳳梨酥は、パイナップルジャムとバターで作った餡をクッキー生地の皮で包んで焼いたものである。

## 歴史

### 台湾産パイナップル（鳳梨）の歴史
17世紀から台湾で育てられていたパイナップルだが、本格的に栽培が始められたのは20世紀、日本統治時代になってからであり、1930年代には世界でも3番目に入る一大産地となっていた。主な用途は缶詰にしての輸出用であった。その後、生産コストの増加と東南アジア地域との競争激化で、1980年代ごろから台湾のパイナップルは国内消費用に用いられるようになった。鳳梨酥は台湾ではその頃にはポピュラーな菓子として知られており、中華民国政府によってパイナップルの付加価値製品として支援された。
2021年3月1日から輸出先の95%強を占める中国が政治的な理由でパイナップルを輸入停止するが、日本で台湾産パイナップル購買運動が起こる。

### 鳳梨酥の歴史
鳳梨酥は基隆（李鵠）、台北（郭元益食品・佳德）、板橋（小潘蛋糕坊）、南投（微熱山丘）、高雄（舊振南）など多くの地域で製造されている。台中特産「太陽餅」が、命名者（太陽堂）が特定されつつも元祖を名乗る店が林立しているのと同様、鳳梨酥の方も元祖が特定できない。1950年前後に台中の菓子店が販売したのが始まりとも、1960年代から70年にかけて国策的に作られたとも言われている。
一方、2010年代から「パイナップル100%の餡」を標榜する土鳳梨酥が発明された。台中の製菓店"日出"が2006年に初めて作ったと言われている。
台湾発祥の食品であるが、現在は中国のスーパーマーケットなどでも、現地産のものが売られている。
香港には台湾製のものを輸入して、自社ブランドで販売する菓子チェーン店もある。

## 概要

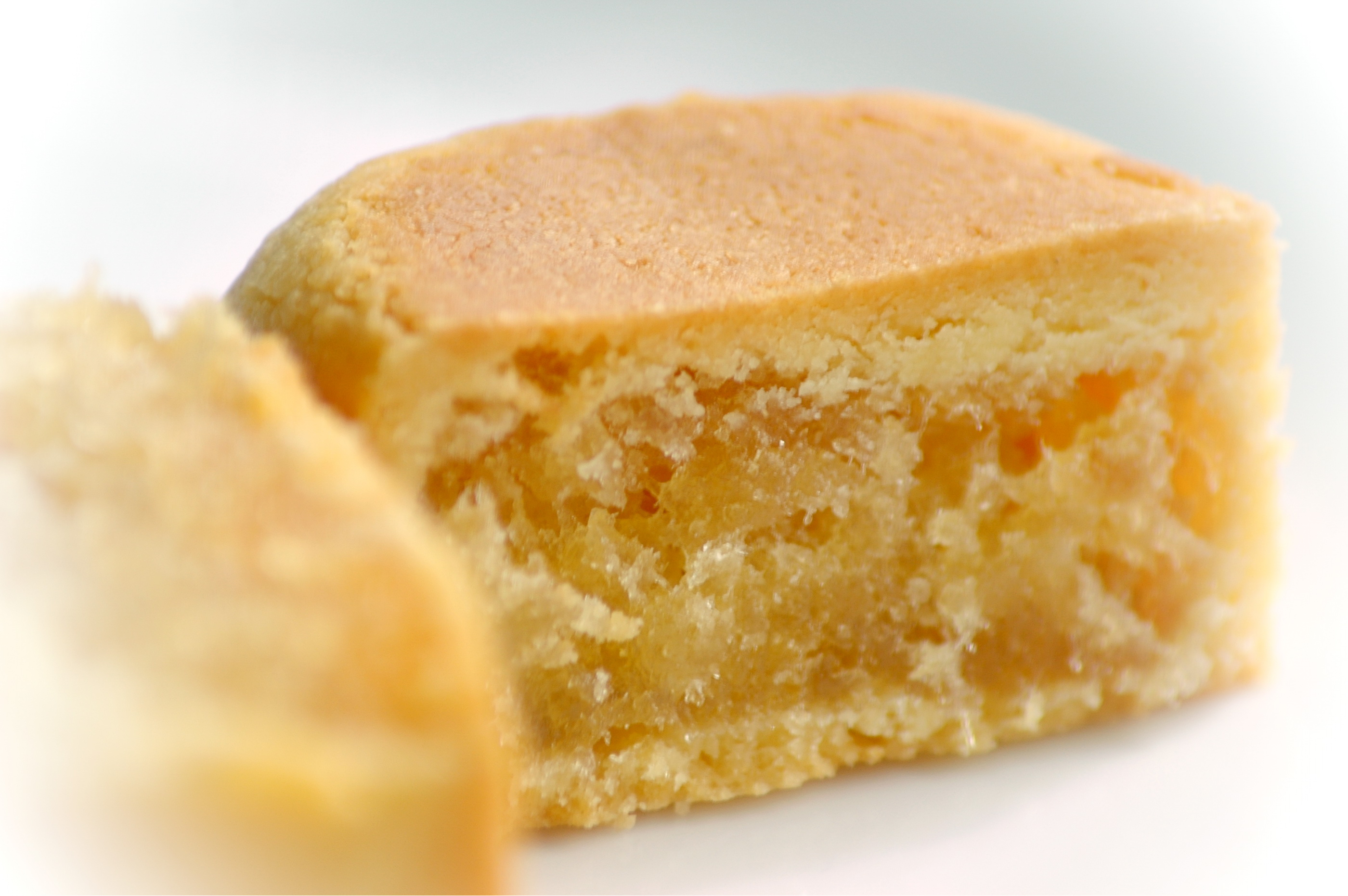
鳳梨酥の断面

形状は5cm角程度の直方体をしており、重量は約40～50g、一口から二口で食べられる大きさになっている。主な原料は小麦粉、バター、砂糖、卵、牛乳、パイナップルジャムなど。サクサクした皮の中に、しっとりとしてやや歯ごたえのある餡が入っている。食べたときにパイナップルのほのかな甘みと酸味が口の中に広がる。餡にはパイナップルのほかトウガンやダイコンを加え、甘みと弾力感を増しているものが定番である。台湾人はあまり酸っぱいものを好まない傾向にあるが、台湾の原産系パイナップルは酸味が強いため、トウガンは酸味や口当たりをコントロールするために使われるほか、製造コストを抑えることが可能である。なお、パイナップル以外の原料が含まれているか、パイナップルが餡に含まれているかどうかは、原料表示をよく見ると分かる。トウガンなどパイナップル以外の材料を入れずに餡を作った鳳梨酥を特に区別して土鳳梨酥と呼ぶこともある。
なお、「酥」（スー）は、本来バターを指すが、現代では「小麦粉を油でこね、砂糖を加えて焼いたクッキーのような菓子」、「小麦粉に脂肪や砂糖を混ぜて作った柔らかい菓子」のことをいう。鳳梨酥の他に「杏仁酥（杏の種の中身を使った焼き菓子）」、「核桃酥（くるみの焼き菓子）」などがよく知られている。ただし、これらの中華菓子はラードを使う場合が多く、実際には柔らかな焼き菓子である。
地元では主にお茶うけとして使われており、また観光客にとってはポピュラーな台湾土産のひとつとして知られている。一般に、町の土産物店、菓子店やデパートの菓子売り場などのほか、国際空港の免税店などでも買い求めることができる。また中華航空の機内食ではデザートの定番でもある。
土産用として売られているものは、暑い国の菓子ということもあり、日持ちがするように作られ、密閉包装されている。賞味期限は、製造からおおよそ1～3か月程度の期間を表示している。他方、ベーカリーや洋菓子店が焼いて直売しているものもあり、こちらは賞味期限が十日程度と短いが、よりしっとりとした食感である。一般的にベーカリーや洋菓子店で売られる鳳梨酥は土産物店のものより高級品とされており、値段も高めである。1つずつばら売りしている場合や、試食として用意されている場合もある。まとめ買いをする前に味見をし、納得してから購入することも出来る。

## バリエーション
食感を加えるためにナタデココを加えるものや、甘さを抑えて別の風味を加えるために、塩漬け、加熱した卵黄を入れたものもある。卵黄が入ったものは「鳳黄酥」（フォンホヮンスー）などと呼ばれるが、これは発音が同じで縁起のよい「鳳凰」をもじった命名であり、そのまま「鳳凰酥」と表記する店もある。
また、昨今では、パイナップルのほかに、中のジャムをハミウリ（哈密瓜酥）、イチゴ（草莓酥）、リュウガン（桂圓酥）、プルーン（南棗酥）、ドリアン（榴槤酥） 、マンゴー（芒果酥）、ブルーベリー（藍莓酥）などに替えたバリエーションも登場している。